# Scaphytopius retusus
Scaphytopius retusus är en insektsart som beskrevs av Van Duzee 1937. Scaphytopius retusus ingår i släktet Scaphytopius och familjen dvärgstritar. Inga underarter finns listade i Catalogue of Life.